# 1228
Високе Середньовіччя •  Золота доба ісламу •  Реконкіста •  Хрестові походи •  Київська Русь •  Монгольська імперія

## Геополітична ситуація
На території колишньої Візантійської імперії існує декілька держав. Фрідріх II Гогенштауфен є імператором Священної Римської імперії (до 1250). У Франції править Людовик IX (до 1270).
Апеннінський півострів розділений: північ належить Священній Римській імперії, середню частину займає Папська область, більша частина півдня належить Сицилійському королівству. Деякі міста півночі: Венеція, Піза, Генуя тощо, мають статус міст-республік, частина з яких об'єднана Ломбардською лігою.
Південь Піренейського півострова в руках у маврів. Північну частину півострова займають християнські Кастилія, Леон (Астурія, Галісія), Наварра, Арагонське королівство (Арагон, Барселона) та Португалія. Генріх III є королем Англії (до 1272), а королем Данії — Вальдемар II (до 1241).
У Києві княжить Володимир Рюрикович (до 1235), у Галичі — Андрій Андрійович, на Волині — Данило Галицький, у Володимирі-на-Клязмі — Юрій Всеволодович. Новгородська республіка та Володимиро-Суздальське князівство фактично відокремилися від Русі. У Польщі період роздробленості. На чолі королівства Угорщина стоїть Андраш II (до 1235).
В Єгипті, Сирії та Палестині править династія Аюбідів, невеликі території на Близькому Сході утримують хрестоносці. У Магрибі держава Альмохадів почала розпадатися. Сельджуки окупували Малу Азію. Монгольська імперія поділена між спадкоємцями Чингісхана. У Китаї співіснують частково підкорена монголами держава чжурчженів, де править династія Цзінь та держава ханців, де править династія Сун. Делійський султанат є наймогутнішою державою Північної Індії, а на півдні Індії домінує Чола. В Японії триває період Камакура.

## Події
- Данило й Василько Романовичі захопили Чорторийськ, що належав пінським князям.
- Київсько-чернігівсько-пінська коаліція князів взяла в облогу Кам'янець, що належав Данилові Романовичу, але Данило походом на Київ змусив супротивників відвести свої війська.
- Імператор Священної Римської імперії Фрідріх II розпочав Шостий хрестовий похід, у якому більше спирався на дипломатію, ніж на військо.
- Після смерті матері Іоланти Єрусалимської королем Єрусалиму став щойно народжений Конрад II.
- Балдуїн II де Куртене став імператором Латинської імперії. Іоанн де Брієн виконував при ньому роль регента.
- Засновано Добжинський орден.
- Король Леону Альфонсо IX захопив у маврів Меріду. Каді Мурсії визнав Аббасидського халіфа на противагу Альмохадському, фактично проголосивши незалежність від Альмохадів.
- Леонардо Фібоначчі написав другий варіант наукового трактату «Книга абака» (Liber abaci)
- У Венеції засновано Німецький двір для прийому купців з Німеччини.